# A Little Girl Who Did Not Believe in Santa Claus
A Little Girl Who Did Not Believe in Santa Claus è un cortometraggio muto del 1907 diretto da J. Searle Dawley e Edwin S. Porter.

## Trama
Alla vigilia di Natale, un bambino di una famiglia benestante esce di casa per andare a giocare con la sua slitta. Incontra una bambina povera, tutta infreddolita perché non ha nemmeno un cappotto. Lui la copre con il suo e la porta a casa per giocare con lei. La ragazza gli racconta che lei non crede a Babbo Natale perché non è mai venuto a casa sua. Quella notte, il bambino, mentre si trova a letto, giunge alla conclusione che Babbo Natale deve andare a visitare la casa della bambina povera per portarle i suoi regali.

## Produzione
Il film fu prodotto dalla Edison Manufacturing Company.

## Distribuzione
Distribuito dall'Edison Manufacturing Company, il film - un cortometraggio di 14 minuti - uscì nelle sale il 23 novembre 1907.
Il film è stato inserito in un DVD dedicato al cinema muto di Edison, un cofanetto di circa 14 ore che presenta una selezione di cortometraggi dal titolo Edison The Invention of the Movies (1891-1918).